# Balizac
Balizac é uma comuna francesa na região administrativa da Nova Aquitânia, no departamento da Gironda. Estende-se por uma área de 38,86 km². Em 2010 a comuna tinha 506 habitantes (densidade: 13 hab./km²).